# Kitaro le repoussant
Ne doit pas être confondu avec Kitarō.
Kitaro le repoussant (ゲゲゲの鬼太郎, GeGeGe no Kitarō) est un shōnen manga de Shigeru Mizuki, prépublié dans le magazine Weekly Shonen Magazine entre 1959 et 1969 puis publié en un total de 11 volumes reliés par l'éditeur Kōdansha.
La série a participé à la popularisation des yōkai, créatures du folklore japonais. Elle a été adaptée plusieurs fois à l'écran sous forme d'anime, de film ou en jeu vidéo.

## Synopsis
Dernier descendants de la Tribu Fantôme, Kitaro est un yokai à l'apparence d'un jeune garçon vêtu d'un gilet jaune et noir aux pouvoirs surnaturels. Dans une de ses orbites réside son père, Medama-Oyaji (Papa-Œil en version française), globe oculaire sur un corps atrophié. Ils n'ont qu'une mission: maintenir la paix entre le monde surnaturel et celui des humains. Pour cela, Kitaro peut compter sur le soutien de ses amis.

## Personnages
Kitarō (鬼太郎, Kitarō)
Voix japonaise : Masako Nozawa (1968–1971, Hakaba Kitarō), Keiko Toda (série de 1985), Yōko Matsuoka (ja) (série de 1996), Minami Takayama (série de 2007), Miyuki Sawashiro (série de 2018), Rica Matsumoto (jeu vidéo de 2003)
Kitarō est un garçon yōkai né dans un cimetière et, à part son père, en grande partie décomposé, le dernier membre vivant de la tribu fantôme (幽 霊 族, yūrei zoku). Son nom, composé du caractère Oni (鬼, littéralement « Démon »), peut être traduit par « Garçon démon » - un nom qui fait référence à la fois à son héritage humain et Yōkai. Il lui manque son œil gauche, mais ses cheveux couvrent généralement la cavité vide. Il se bat pour la paix entre les humains et les yōkai, ce qui implique généralement de protéger les premiers des ruses des seconds. Interrogé sur son âge dans le film de 2007, Kitarō répond qu'il a trois cent cinquante ans. En tant que membre de la tribu fantôme, Kitarō dispose d'un assortiment de pouvoirs et d'armes.
Au-delà d'avoir le pouvoir de voyager en enfer indemne avec l'aide de son Chanchanko, ainsi que la capacité de se régénérer de presque n'importe quelle blessure (comme en témoigne lorsque son corps est récupérable après avoir été dissous par Johnny dans le brouillard), ses pouvoirs sont plus de tromper l'adversaire que de véritables outils de combat, ce qui correspond aux caractères traditionnels des yōkais.
Medama-oyaji (目玉のおやじ, or 目玉親父, littéralement « Père-oeil »)
Voix japonaise : Isamu Tanonaka (séries de 1968, 1971, 1985, 1996, 2007), Masako Nozawa (série de 2018), Kazuo Kumakura (jeu vidéo de 2003)
Medama-oyaji est le père de Kitarō. Une fois un fantôme adulte pleinement formé, il a péri d'une maladie, pour renaître de son corps en décomposition comme une version anthropomorphique de son propre globe oculaire. Il a l'air petit et fragile, mais a un esprit fort et un grand amour pour son fils. Il est également extrêmement bien informé sur les fantômes et les monstres. Il aime rester propre et on le voit souvent se baigner dans un petit bol. Il a un grand amour pour le saké.
Nezumi Otoko (ねずみ男, littéralement « Homme-rat »)
Voix japonaise : Chikao Ohtsuka (série de 1968–1971), Kei Tomiyama (série de 1985), Shigeru Chiba (série de 1996), Wataru Takagi (série de 2007), Toshio Furukawa (série de 2018), Nachi Nozawa (jeu vidéo de 2003)
Nezumi Otoko est un hybride yōkai-humain rongeur. Il vit depuis trois cent soixante ans et, depuis cette époque, n'a presque jamais pris de bain, le rendant sale, nauséabond et couvert de zébrures et de plaies. Bien qu'il soit généralement l'ami de Kitarō, Nezumi Otoko n'hésite pas à concocter de vils plans ou à trahir ses compagnons s'il pense qu'il y a de l'argent à clé ou un ennemi puissant à seconder. Il prétend être diplômé de l'Université du Bizarre (怪 奇 大学, Kaiki Daigaku). Il peut immobiliser même les yokai les plus forts qui l'accostent avec une attaque de flatulence. Comme les chats et les souris, Nekomusume et lui ne supportent pas de se côtoyer.
Neko Musume (猫娘 ou ねこ娘, littéralement « Fille-Chat »)
Voix japonaise : Nana Yamaguchi (série de 1968), Yōko Ogushi (série de 1971), Yūko Mita (série de 1985), Chinami Nishimura (série de 1996), Hiromi Konno (série de 2007), Umeka Shōji (série de 2018), Yūko Miyamura (jeu vidéo de 2003)
Une fille yōkai normalement calme, qui se transforme en un monstre effrayant comme un chat avec des crocs et des yeux félins quand elle est en colère ou a faim de poisson. Elle ne s'entend pas bien avec Nezumi-Otoko. Elle semble avoir un léger béguin pour Kitarō, qui ne la voit que comme une amie. Elle rappelle le bakeneko du folklore japonais.
Sunakake Babaa (砂かけ婆)
Voix japonaise : Yōko Ogushi (série de 1968), Keiko Yamamoto (série de 1971, série de 1996–2007), Hiroko Emori (série de 1985), Mayumi Tanaka (série de 2018), Junko Hori (jeu vidéo de 2003)
Sunakake Babaa est une vieille femme yōkai qui porte du sable qu'elle jette aux yeux des ennemis pour les aveugler. Elle est conseillère de Kitarō et de ses compagnons et gère un immeuble à appartements yōkai. Le sunakake-baba original est un esprit de jet de sable invisible du folklore de la préfecture de Nara.
Konaki Jijii (子泣き爺, littéralement « Vieil homme enfant qui pleure »)
Voix japonaise : Ichirō Nagai (série de 1968–1971), Kōji Yada (série de 1985), Kōzō Shioya (série de 1996), Naoki Tatsuta (série de 2007), Bin Shimada (série de 2018), Takanobu Hozumi (jeu vidéo de 2003)
Konaki Jijii est un vieil homme yōkai comique et distrait qui attaque les ennemis en s'accrochant à eux et en se transformant en pierre, augmentant énormément son poids et sa masse et les épinglant. Lui et Sunakake Babaa travaillent souvent en équipe. Le konaki jijii original est un fantôme qui apparaîtrait dans les bois de la préfecture de Tokushima sous la forme d'un bébé qui pleure. Quand il est ramassé par un malheureux voyageur, il augmente son poids jusqu'à ce qu'il l'écrase.
Ittan Momen (一反木綿)
Voix japonaise : Kōsei Tomita (série de 1968), Keaton Yamada (série de 1971), Jōji Yanami (série de 1985 et 2007), Naoki Tatsuta (série de 1996), Kappei Yamaguchi (série de 2018), Kenichi Ogata (jeu vidéo de 2003)
Ittan Momen est un yōkai volant ressemblant à une bande de tissu blanc. Kitaro et ses amis s'en servent de monture pour voyager. Il est inspiré de l'ittan-momen, un esprit de la préfecture de Kagoshima.
Nurikabe (ぬりかべ)
Voix japonaise : Yonehiko Kitagawa, Kenji Utsumi (série de 1968), Kōsei Tomita (série de 1968, jeu vidéo de 2003), Keaton Yamada (série de 1971), Yusaku Yara (série de 1985), Naoki Tatsuta (série de 1996–2007), Bin Shimada (série de 2018)
Nurikabe est un grand yōkai de la forme d'un mur et aux yeux ensommeillés. Il est inspiré du Nurikabe.
Nurarihyon (ぬらりひょん)
Voix japonaise : Ryūji Saikachi (série de 1968), Takeshi Aono (série de 1985, série de 2007), Tomomichi Nishimura (série de 1996) , Akio Ōtsuka (anime de 2018), Junpei Takiguchi (jeu vidéo de 2003)
Le plus vieux rival de Kitaro, il a l'apparence d'un vieil homme qui va boire le thé dans les maisons d'autres personnes. Il est inspiré du nurarihyon.
Back Beard (バックベアード, Bakku Beādo)
Voix japonaise : Kōsei Tomita (série de 1968), Hidekatsu Shibata (série de 1985 et 2007), Masaharu Satō (série de 1996), Hideyuki Tanaka (série de 2018), Kiyoshi Kobayashi (jeu vidéo de 2003)
Inspiré du bugbear (en).
Ratichon : yōkai qui va toujours essayer d'être dans le camp des vainqueurs
Simoune : amie de Kitaro
Vieux Poupon : ami de Kitaro
L'Emmureur : ami de  Kitaro, c'est un mur
Coton volant : ami de Kitaro, c'est une housse de drap
Miss Tigrette : amie de Kitaro, c'est une femme chat déteste Ratichon
Mizuki : Personne ayant élevé Kitaro dans son enfance

## Publication

### Kamishibai
Kitarō apparaît pour la première fois sous forme de kamishibai en 1933, écrit par Masami Itō (伊藤 正 美) et illustré par Keiyō Tatsumi (辰 巳 恵 洋). La version d'Itō s'appelait Kitarō du cimetière (墓場奇太郎, Hakaba Kitarō), et est généralement écrit en katakana pour le distinguer de la version de Mizuki. Il s'agirait d'une réinterprétation libre du conte folklorique japonais similaire Kosodate Yūrei (子 育 て 幽 霊) ou Ame-Kai Yūrei (飴 買 い 幽 幽). En 1954, Mizuki est invité à poursuivre la série par son éditeur Katsumaru Suzuki.

### Manga
Kitaro le repoussant est publié comme manga de location en 1960, mais il était considéré comme trop effrayant pour les enfants. En 1965, après avoir été découvert par un des rédacteurs du magazine, la série est renommée Hakaba no Kitarō et prépubliée dans le Weekly Shōnen Magazine jusqu'en 1970. Elle change une nouvelle fois de titre pour GeGeGe no Kitarō en 1967 et se poursuit dans le Weekly Shōnen Sunday en 1971, le Shōnen Action (少年アクション), le Shukan Jitsuwa (en) et de nombreux autres magazines.

## Adaptations
L'adaptation de l'anime de 2018 est de nouveau disponible en France sur Adn depuis le 23 octobre 2023 en streaming vidéo.